# Heinz Gerlach (Musiker)
Heinz Gerlach (* 4. März 1910 in Berlin; † 25. Oktober 1943) war ein deutscher Musiker und Komponist im Genre der seinerzeit populären Tanzmusik. Weltbekannt wurde seine Harmonika-Polka „Tanzende Finger“.

## Leben und Wirken
Gerlach, der aus einer Berliner Arbeiterfamilie stammte, war Feinmechaniker von Beruf, daneben aber auch leidenschaftlicher Musiker. Er spielte drei Dutzend Instrumente und komponierte etwa 60 Stücke, vor allem Polkas, Walzer, Foxtrotts. Seine selbst eingespielten Kompositionen presste er in der eigenen Studio-Werkstatt auf rote Schellackplatten. 
Um Gerlach scharte sich in Berlin-Wedding eine Gruppe junger Musiker, die sich für den damals offiziell unerwünschten und als Negermusik diskreditierten Swing-Stil begeisterten. Hierzu gehörten vor allem sein ihm auch musikalisch nahe stehender Jugendfreund Heinz Munsonius sowie – neben einigen weniger bekannten Musikern – der Akkordeon-Virtuose Horst Wende und der Jazzgeiger Helmut Zacharias.
Im Zweiten Weltkrieg wurde Gerlach zur Wehrmacht eingezogen und fiel kurz darauf an der Ostfront. Beim Bombenangriff auf Berlin wurden seine Wohnung und Werkstatt, seine Tonträger und sämtliche Unterlagen vernichtet; nur die Noten weniger Stücke überlebten. Einige seiner Stücke wie „Tanzende Finger“, „Maskottchen“, "Luftschlösser" oder „Edelsteine“ waren jedoch längst ins Repertoire von Will Glahé, Johnny Meijer, Heinz Musonius, Horst Wende und anderer Akkordeonisten eingegangen.

## Werke
- 1939 Frisch und Munter[1]
- 1941 Strahlende Laune[2]
- 1943 Viel Spaß[2]
- 1943 Tastenzauber[2]
- 1943 Tanzende Finger[2]
- 1943 Prickelnder Sekt[2]
- 1943 Maskottchen[2]
- 1943 Lustige Streiche[2]
- 1943 Koboldspiele[2]
- 1943 Glücksträume[2]
- 1943 Frischer Wind[2]
- 1943 Edelsteine[2]